# Sermages
Sermages é uma comuna francesa na região administrativa de Borgonha-Franco-Condado, no departamento Nièvre. Estende-se por uma área de 21,91 km². Em 2010 a comuna tinha 198 habitantes (densidade: 9 hab./km²).